# Mediopsis
Mediopsis es un género de foraminífero bentónico de la subfamilia Endostaffellinae, de la familia Endothyridae, de la superfamilia Endothyroidea, del suborden Fusulinina y del orden Fusulinida. Su especie tipo es Planoendothyra? kharaulakhensis. Su rango cronoestratigráfico abarca desde el Tournaisiense superior hasta el Viseense (Carbonífero inferior).

## Discusión
Clasificaciones más recientes incluyen Mediopsis en el suborden Endothyrina, del orden Endothyrida, de la subclase Fusulinana de la clase Fusulinata.

## Clasificación
Mediopsis incluye a las siguientes especies:
- Mediopsis altaica †
- Mediopsis borealis †
  - Mediopsis borealis senator †
- Mediopsis gladiator †
- Mediopsis kharaulakhensis †